# الدوالطة
قرية الدوالطة هي إحدى القرى التابعة لمركز بنى سويف في محافظة بني سويف في جمهورية مصر العربية. حسب إحصاءات سنة 2006، بلغ إجمالي السكان في الدوالطة 5608 نسمة، منهم 2851 رجل و2757 امرأة.